# Emil von der Osten

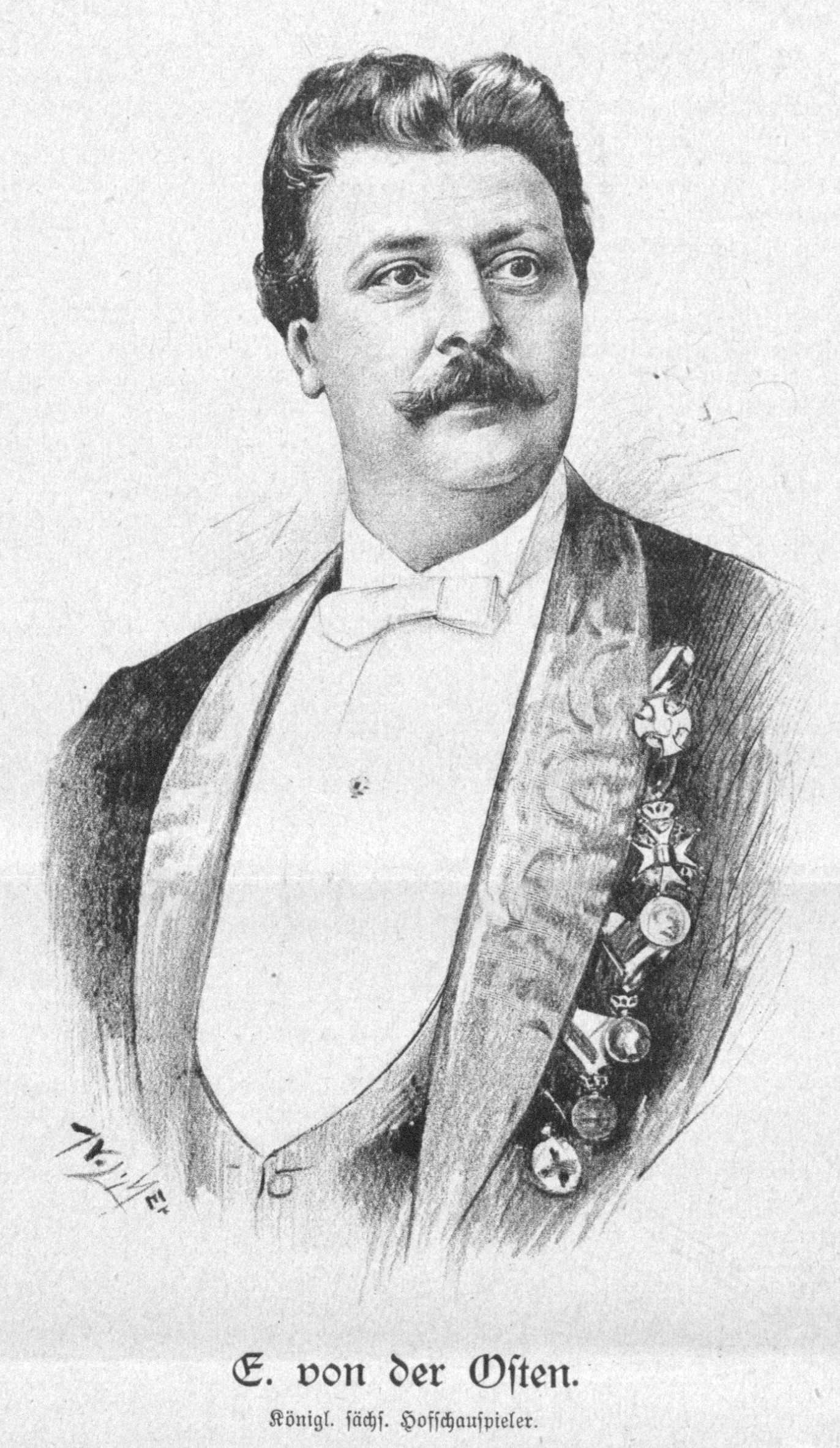
Emil von der Osten, 1893

Emil Paul von der Osten (* 12. Februar 1848 in Fürstenwalde/Spree; † 2. April 1905 in Oskarshamn in Schweden) war ein deutscher Theaterschauspieler und Schriftsteller.

## Leben
Emil von der Osten war der Sohn des Schauspielers und Theaterintendanten Emil von der Osten und der Amalie Bertha Raszewsky, genannt Carli. Im Alter von knapp dreizehn Jahren trat er in die Dienste der schwedischen Marine. Er machte drei Fahrten um die Welt mit und lernte Australien, Indien, Japan, China kennen, avancierte zum Offizier und machte 1870 bei der Insel Guadeloupe den Schiffbruch der „Freya“ mit. Er war einer der letzten an Deck und rettete sich schwimmend an Land.
Kurz danach entsagte er dem Seedienst, musste sich jedoch von den Antillen, wo er sich nach der Katastrophe aufhielt, infolge eines Duells mit einem jüngeren Kameraden nach Amerika flüchten.
Dort entdeckte er erst sein Talent und betrat auch in Philadelphia zum ersten Mal die Bühne. Ottilie Genée, damals Leiterin des Deutschen Theaters in San Francisco, berief Osten zu sich und hatte die Freude, Zeugin seiner Erfolge zu sein. Obwohl er dort reiche Anerkennung fand, veranlassten ihn dennoch die großen Triumphe, die Fanny Janauschek auf der englischen Bühne feierte, sich ebenfalls auf das Studium der englischen Sprache zu verlegen, um dann seine Kunst in diesem Idiom auszuüben.
Das Wagnis, denn ein solches war es, gelang über alles Erwarten, denn er erzielte in Chicago, San Francisco, Milwaukee, Boston etc. rauschenden Beifall.
Nachdem er längere Zeit in allen größeren Städten der Vereinigten Staaten Nordamerikas sowohl als Schriftsteller wie als Vorleser erfolgreich aufgetreten war, zog es ihn doch wieder in die Heimat zurück, und so schiffte er sich nach Europa ein und betrat in Breslau zum ersten Mal in Deutschland die Bühne. Sowohl dort wie am Residenztheater Hannover gefiel er und wurde nach Ludwig Barnays Abgang für das Hamburger Stadttheater gewonnen.
Als am 24. Oktober 1880 Friedrich Dettmer gestorben war, lud man Osten zu einem Gastspiel ins Dresdner Hoftheater.
1890 schied der Künstler, um seine Gastspielreisen ungestörter unternehmen zu können, aus dem Verband des Dresdner Hoftheaters und begab sich noch im selben Jahre nach Amerika, wo er in San Francisco in seinen Lieblingsrollen auftrat. Ein Jahr später kehrte er wieder nach Europa zurück, nahm kein festes Engagement mehr an, sondern erschien seither bloß gastierend auf den ersten Bühnen Deutschlands.
Von der Osten war in erster Ehe bereits in den USA mit der Farmerstochter Amanda M. Thedens (1859–1881) verheiratet, mit der er eine Tochter Eleonore hatte. In zweiter Ehe war er mit Rosa von der Osten-Hildebrandt (1850–1911) verheiratet, ihre Kinder waren die Schauspielerinnen Eva von der Osten und Vali von der Osten, die mit Fritz Windgassen verheiratet war, sein Enkel damit Wolfgang Windgassen.